# Vi alvar

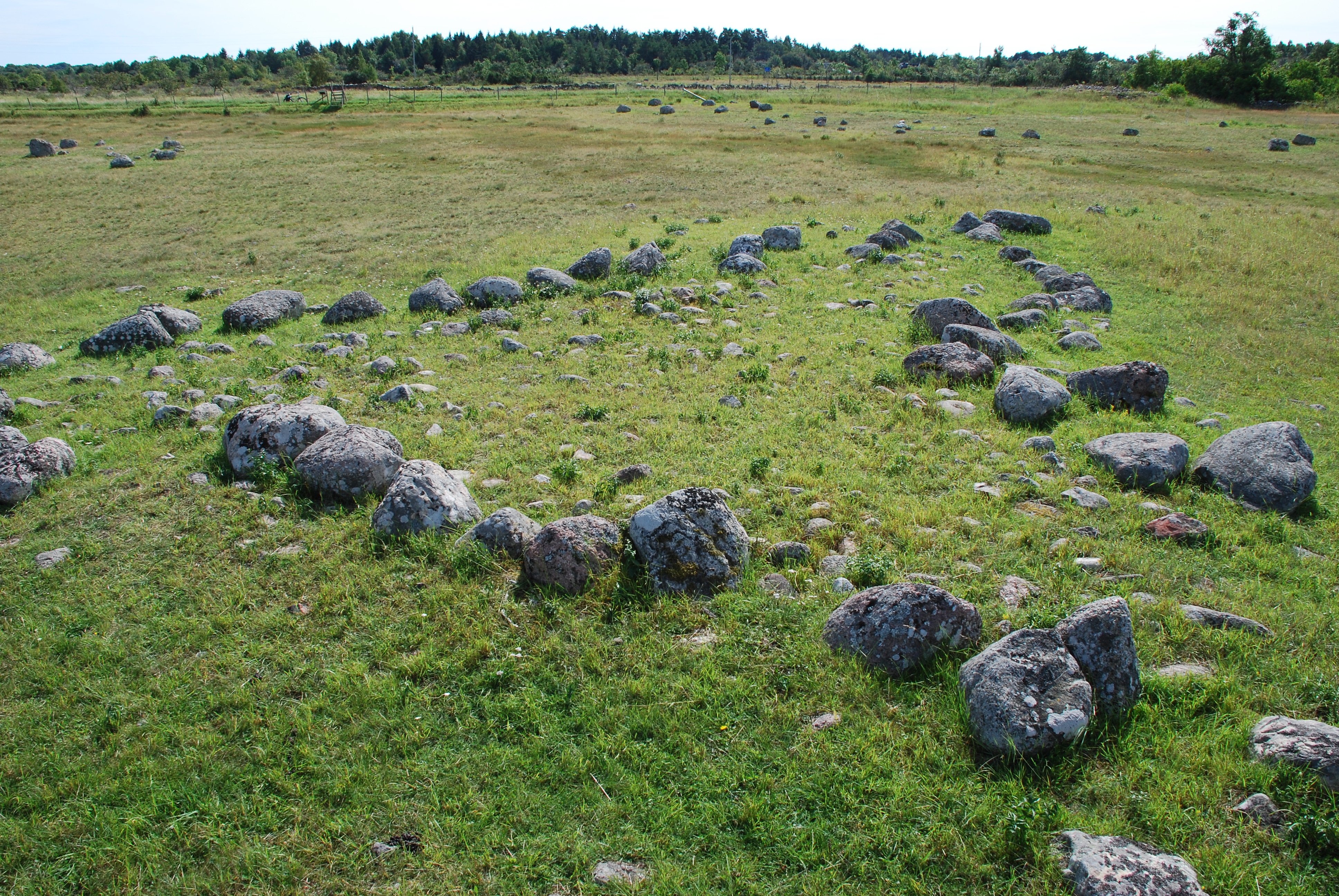
Treudd på Vi alvar.

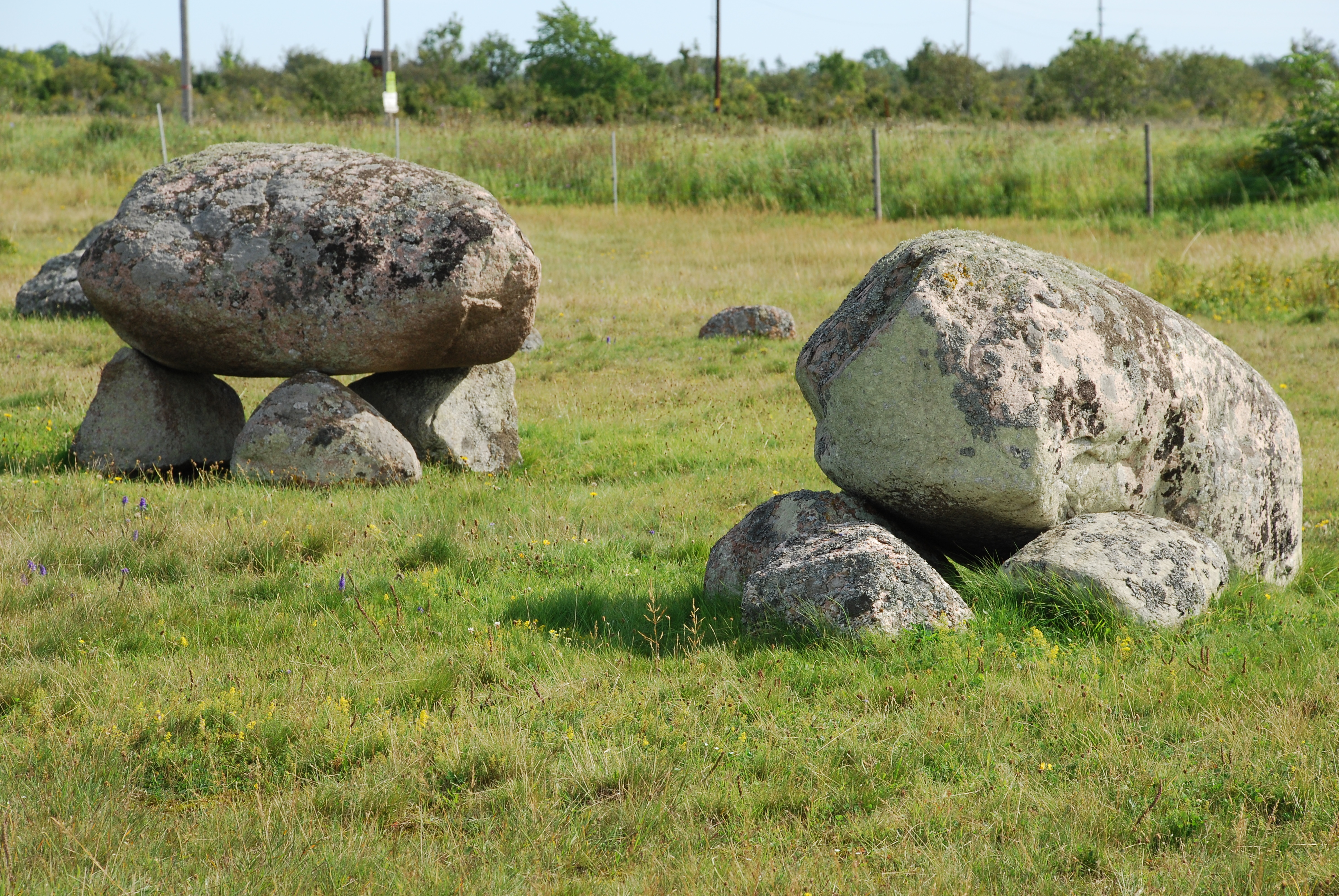
"Liggande hönor" på Vi alvar.

Vi alvar är ett stort gravfält i Källa socken i Borgholms kommun på Öland. Gravfältet omfattar 45 domarringar, ett 30-tal uppallade stenar (även kallat liggande hönor), en gravhög, ett gravröse, en treudd och 27 runda eller kvadratiska stensättningar samt ett stort antal klumpstenar och resta stenar i olika former. 
Gravfältet antas ha anlagts under yngre järnåldern (400–1050 e.Kr.). Det ligger en knapp kilometer sydväst om Källa nya kyrka och på västra sidan om länsväg 136. 